# Raymond Mommens
Raymond Mommens (* 27. prosince 1958, Lebbeke, Belgie) je bývalý belgický fotbalový záložník a reprezentant.
Účastník EURA 1980 a 1984 a Mistrovství světa 1982 a 1986.

## Klubová kariéra
- KSC Lokeren 1975–1986
- R. Charleroi SC 1986–1997

## Reprezentační kariéra
V belgickém reprezentačním A-mužstvu debutoval 16. 11. 1977 v kvalifikačním utkání v Belfastu proti domácímu týmu Severního Irska (prohra 0:3).
S reprezentací se zúčastnil Mistrovství Evropy v roce 1980 v Itálii, kde Belgie obsadila po prohře 1:2 se Západním Německem druhé místo. Na dalším evropském šampionátu 1984 ve Francii neodehrál ani jeden zápas.
Byl i na Mistrovství světa 1982 ve Španělsku a Mistrovství světa 1986 v Mexiku.
Celkem odehrál v letech 1977–1988 za belgický národní tým 18 zápasů, branku nevstřelil.